# Сумское НПО
Сумское машиностроительное научно-производственное объединение — украинская машиностроительная компания.

## История

### 1896—1917
15 ноября (28 ноября по новому стилю) 1896 года Указом императора Николая ІІ были утверждены условия деятельности в России Бельгийского акционерного общества «Сумские машиностроительные мастерские (анонимное общество)».
Первым директором общества стал бельгийский подданный А. И. Бероунский, в число учредителей вошли крупные российские сахарозаводчики П. И. Харитоненко, Н. А. Суханов, Л. Е. Кенинг, А. А. Гебиндер и другие. К концу 1896 года были построены основные цеха завода: литейный, механический, котельный, кузнечный, модельный и медно-кабельный.
Изначально общество занималось изготовлением и ремонтом оборудования для сахарных заводов, шахт Донбасса и железной дороги. В самом начале XX века Сумскими мастерскими одними из первыми в России начато освоение центрифуг для сахарного производства.
В 1912 году название предприятия изменено на «Сумские машиностроительные заводы».

### 1918—1991
После Октябрьской революции завод был национализирован.
Во время гражданской войны рабочие завода активно участвовали в установлении Советской власти в городе, вступали в РККА и участвовали в боях гражданской войны.
В 1928 году завод получил новое наименование — «Сумской машиностроительный завод имени М. В. Фрунзе».
В 1930 году на предприятии началось освоение производства оборудования для химической промышленности.
В 1933 году здесь был изготовлен первый в СССР компрессор высокого давления.
После начала Великой Отечественной войны завод начал выпуск продукции военного назначения. В связи с приближением к городу линии фронта, 21 августа 1941 года рабочие предприятия начали демонтаж оборудования, 24 августа 1941 на Харьков был отправлен первый эшелон с оборудованием (в дальнейшем перенаправленный из Харькова в Тамбов), 29 сентября 1941 года был отправлен последний эшелон. В общей сложности, для эвакуации оборудования, заготовок, рабочих предприятия и членов их семей потребовалось 1800 железнодорожных вагонов. В период эвакуации основное производство (насосно-компрессорный цех, часть литейного, модельного, кузнечного и инструментального цехов) находилось в городе Чирчик, в Челябинске на заводе им. Колющенко работал третий литейный цех завода, в Кемерово — ещё три цеха (цех центрифуг, цех защитных покрытий и цех товаров народного потребления).
В 1948 году завод был награждён орденом Ленина.
В 1952—1953 гг. по проекту архитектора К. К. Барташевича был построен Дом культуры завода имени Фрунзе, который был открыт в апреле 1953 года и принят на баланс завода.
В 1964 году завод был награждён орденом «Красное Знамя Труда» (НРБ).
В 1971 году завод был награждён орденом Октябрьской Революции.
В 1976 году создано Сумское машиностроительное производственное объединение, в состав которого вошли: Сумский машиностроительный завод имени М. В. Фрунзе, Сумский завод тяжелого компрессоростроения, СКБ химоборудования, ремонтно-строительное управление.
В 1985 году в состав объединения вошёл Всесоюзный научно-исследовательский и конструкторско-технологический институт компрессорного машиностроения. Предприятие получило наименование «Сумское машиностроительное научно-производственное объединение им. М. В. Фрунзе».

### После 1991 года
В 1994 году на основании приказа министра Минмашпрома Украины объединение было преобразовано в акционерное общество «Сумское машиностроительное научно-производственное объединение имени М. В. Фрунзе».
В августе 1997 года НПО имени М. В. Фрунзе было включено в перечень предприятий, имеющих стратегическое значение для экономики и безопасности Украины.
3 октября 1997 года сертификационным обществом Bureau Veritas Quality international (BVQI), открытому акционерному обществу «Сумское НПО имени М. В. Фрунзе» был вручен сертификат, подтверждающий соответствие действующей на предприятии системы качества международному стандарту ISO 9001.
2005 год НПО завершило с прибылью 2,56 млн гривен.
В начале 2006 года руководство НПО приняло решение выделить непрофильные производства (цех по производству спецодежды, предприятия общественного питания, подсобные хозяйства, транспортные предприятия и объекты социальной инфраструктуры) в дочерние предприятия. В 2006 году Дом культуры НПО им. М. В. Фрунзе был снят с баланса предприятия и передан ООО «Фрунзе-Сервис».
В 2007 году ОАО «Сумское НПО имени М. В. Фрунзе» вошло в состав финансово-промышленной группы «Энергетический стандарт».
Начавшийся в 2008 году мировой экономический кризис привёл к экономическому кризису на Украине и осложнил положение завода. Весной 2009 года с баланса предприятия были сняты объекты недвижимости, не участвующие в производственной деятельности (медсанчасть, 2 базы отдыха и 4 столовые). В дальнейшем, СМНПО имени Фрунзе объявило о намерении отказаться от производства буровых труб и утяжелённых обсадных труб для орудийной промышленности (сосредоточенном на дочернем предприятии — заводе утяжеленных, бурильных и ведущих труб ЗУБВТ) и расформировать ЗУБВТ.
В 2009 году НПО им. Фрунзе произвело продукцию на сумму 3,217 млрд гривен (на 28,4 % больше, чем годом ранее) и завершило 2009 год с чистой прибылью в размере 403,254 млн гривен. В 2010 году положение предприятия улучшилось.
В июле 2012 года НПО стало первым многопрофильным предприятием Украины, сварочное производство которого было сертифицировано на соответствие системе ISO 3834. Кроме того, во втором полугодии 2012 года в эксплуатацию были введены стенд для испытаний центробежных компрессоров и зубошлифовальный станок производства немецкой компании «HOFLER-Klingelnberg».
2012 год НПО завершило с прибылью 297,417 млн гривен, 2013 год — с убытком в размере 108,605 млн гривен.
В мае 2015 года представитель правления ОАО «Газпром» Р. Маркелов сообщил о решении компании отказаться от использования оборудования украинского производства (ранее выпускавшегося на НПО им. Фрунзе).
Во исполнение закона о декоммунизации большинством голосов акционеров принято решение об изменении наименования предприятия и утверждении нового названия — публичное акционерное общество «Сумское машиностроительное научно-производственное объединение».
24 марта 2025 на территории предприятия в результате пожара произошел мощный взрыв, в результате взрыва пострадала общеобразовательная школа №20 и гражданские строяния в радиусе взырва. Количество пострадавших после ракетного удара по центру Сум возросло до 88. Из них 17 – дети, сообщили в горсовете. Глава Сумской ОВА Владимира Артюха заявил что РФ нанесла ракетный удар .

## Известные люди
- Лукьяненко, Владимир Матвеевич — директор предприятия.